# Zvonimir Janko
Zvonimir Janko (Bjelovar, 26 juli 1932 – Heidelberg, 12 april 2022) was een Kroatisch wiskundige, die bekendstaat als de ontdekker en naamgever van de Janko groepen, vier van de zesentwintig simpele sporadische groepen.

## Loopbaan
Janko studeerde aan de Universiteit van Zagreb en promoveerde in 1960. Hij heeft als professor gewerkt aan de universiteiten van Zagreb en Heidelberg, aan de Monash Universiteit en aan de Australische Nationale Universiteit.
Janko ontdekte zijn eerste sporadische groep, J1 genoemd, in 1964, toen hij aan de Australische nationale universiteit in Canberra werkte. In 1966 volgden J2 en J3. J4 was in 1975 de laatste simpele sporadische groep, die werd ontdekt - na het classificatietheorema is bewezen dat er ook niet meer zijn. Janko's vondst van J1 was de eerste sporadische groep, die na de Mathieu-groepen in de 19de eeuw werd gevonden, en leidde tot een intensieve zoektocht naar andere groepen, die werd afgesloten met de ontdekking van de monstergroep door Robert Griess en Bernd Fischer in 1974 en Janko's ontdekking van J4 in 1975.
Aan J2 werkte hij samen me Marshall Hall, aan J3 met Graham Higman en McKay en aan J4 met Simon Norton en Parker.